# پیرسلطان
پیرسلطان یکی از روستاهای استان آذربایجان شرقی است که در دهستان عباس غربی بخش تیکمه‌داش شهرستان بستان‌آباد واقع شده‌است.اهالی این روستا مردمانی متدین و مهمان نواز بوده.برای اعیاد و سوگواری های مذهبی در این بلاد مراسمات خودجوش و باشکوهی برگزار میشود که از روستاهای اطراف و شهرها جهت شرکت در این مراسم ها حضور بهم میرسانند.
مردمان این روستا بیشتر به دامپروری و کشاورزی مشغول هستند.این روستا حدود 250 خانوار دارد که ساکن این روستا هستند و البته خانوار های از این روستا هم هستند با اینکه از آن روستا کوچ کرده اند،به صورت فصلی به این روستا برای گذراندن تعطیلات به خانه های خود یا خانه پدری برمیگردند.این روستا دارای یک مسجد و دو مدرسه -خانه بهداشت - می باشد. این

## شیوه زندگی
این روستا به صورت طایفه ای میباشد و از طایفه های اولیه ساکن در این روستا میتوان حسین عالی قربان عالی و مروت عالی و گوج عالی نام برد. 
خرمنلر -چاللی چای -گوبی قاباغی -کهریز- هاچا- قبلا بولاغی -سولی دره-قوچ کندی- گرچن گوزایی-
و پیر از مناطق گردشگری این روستا میباشد .